# Choline
Choline (van het Griekse χολή, cholè, hetgeen gal betekent) is een primair, eenwaardige alcohol en een quaternair ammoniumzout. Het werd in 1849 ontdekt en in 1866 voor het eerst synthetisch bereid. Choline is een essentiële voedingsstof die zowel via de voeding kan worden binnengekregen, als kan worden aangemaakt in het lichaam. Het is een van de weinige organische stoffen die in staat is de bloed-hersenbarrière te passeren. Het is belangrijk voor de structuur van de celmembraan en andere membraanstructuren, evenals voor neurotransmissie. Choline is belangrijk voor de ontwikkeling van de hersenen en komt in grote hoeveelheden voor in moedermelk. Een tekort heeft mogelijk een negatieve invloed op de hersenontwikkeling en de cognitieve functies.

## Geschiedenis
Choline werd in 1849 door Adolph Strecker voor het eerst in de gal van varkens ontdekt en in 1862 gekarakteriseerd en vernoemd. In 1866 en 1867 werd het voor het eerst chemisch gesynthetiseerd, onafhankelijk van elkaar door Adolf von Baeyer en Charles-Adolphe Wurtz.

## Voorkomen
Choline is een veelvoorkomende stof in levende wezens. In de vorm van de azijnzuurester is het bouwstof van de neurotransmitter acetylcholine, in de vorm van de fosforzuurester is het een component van lecithine (fosfatidylcholine), alsmede tussenproduct van de stofwisseling.
In voedingsmiddelen komt choline zowel in vrije vorm voor als gebonden als sfingomyeline of als fosfatidylcholine (lecithine). De hoogste gehaltes zijn te vinden in eigeel, maar ook rundvlees, kippenvlees, vis, orgaanvlees (lever) en sojabonen zijn rijke bronnen. In kleinere hoeveelheden is het aanwezig in granen (bijvoorbeeld tarwekiemen) evenals in fruit en noten.
Bij monogastrische dieren wordt choline ook opgenomen uit het voedsel, omdat choline aanwezig is als component van fosfatidylcholine in de celmembraan. Herkauwers zijn een uitzondering, aangezien choline vrijwel volledig wordt afgebroken in de pens.
Choline komt nooit als zodanig voor, maar wordt steeds vergezeld van een negatief geladen tegenion, zoals chloride (cholinechloride).
Er zijn ook voedingssupplementen met choline. Deze voedingssupplementen bevatten meestal glycerofosfocholine, fosfatidylcholine, cholinebitartraat of cholinediwaterstofcitraat.

## Biologische functie
Voorheen stond choline bekend als vitamine en werd, net als adenine, vitamine B4 genoemd. Lang werd gedacht dat wanneer er geen sprake is van bepaalde aminozuurtekorten (met name lysine en methionine) choline in voldoende mate door het lichaam gemaakt kan worden. In 1998 werd choline erkend als essentiële voedingsstof en werden er aanbevolen dagelijkse hoeveelheden voor vastgesteld. Daarmee voldoet choline aan de oorspronkelijke definitie van een vitamine, zoals die is opgesteld door Casimir Funk: het heeft een amine-structuur en is van essentieel belang voor het handhaven van gezondheid. Hoewel het lichaam choline in kleine hoeveelheden zelf kan aanmaken, moet het in de voeding aanwezig zijn.
- Choline is benodigd voor de biosynthese van de belangrijke neurotransmitter acetylcholine, welke belangrijk is voor de impulsoverdracht in het zenuwstelsel. De biosynthese van acetylcholine vindt plaats door de overdracht van een acetylgroep door het enzym choline acetyltransferase. In de omgekeerde reactie is acetylcholinesterase verantwoordelijk voor de hydrolyse van deze ester in azijnzuur en choline.

- Diverse carbonzuuresters van choline, zoals succinylcholine (ook bekend als suxamethonium), fungeren als agonist van de acetylcholine-receptor, zonder dat snelle afbraak kan plaatsvinden door bestaande cholinesterases. Na een korte excitatie leidt dat tot een langdurige depolarisatie en dus spierontspanning.

- Choline is benodigd voor het maken van lecithine. De emulgator lecithine heeft een vetregulerende werking en voorkomt dat cholesterol zich in de aderen vastzet. Lecithine bestaat voor een groot deel uit fosfatidylcholine.

- Choline kan tot betaïne worden geoxideerd, het zwitterionige trimethylglycine. Betaïne is naast foliumzuur, s-adenosylmethionine en Vitamine B12 een belangrijke methylgroepdonor in de stofwisseling. De omzetting van choline naar betaïne is een twee-staps oxidatieproces dat plaatsvindt in de mitochondriën van lever en nieren. De methylgroepen kunnen benut worden in de homocysteïnestofwisseling. Een tekort aan methylgroepen veroorzaakt hypomethylatie van het DNA. DNA-hypomethylatie wordt in verband gebracht met bijna alle soorten kanker.[2]

- Choline wordt door cholinekinase gefosforyleerd. Het ontstane zwitterionige O-fosfocholine dient als uitgangsstof voor de biosynthese van fosfatidylcholinen, wat essentiële bestanddelen van biologische membranen, zoals de celmembraan, zijn.

- Choline fungeert ook als een lipotrofe factor, en kan de opslag van vet in de lever voorkomen.

Een gebrek aan choline kan leiden tot spierzwakte of -verlamming en een slecht geheugen.

### Overige toepassingen
- In de halfgeleiderindustrie wordt choline gebruikt als reinigingsmiddel voor wafers.

- In de biotechnologie vindt cholinechloride toepassing als voedingsbodem voor planten.

- In de vorm van 18F-choline wordt choline in de positronemissietomografie als tracer bij de diagnose van prostaatkanker ingezet.

- Cholinechloride wordt gebruikt als additief in dierenvoer, voornamelijk bij kippenvoer, om de groei te stimuleren. Het vormt met ureum een eutectische ionaire oplossing.